# KSG RWE/BV 06 Essen
Die Kriegssportgemeinschaft Rot-Weiss Essen / BV Altenessen 06 (kurz: KSG RWE/BV 06 Essen) war im Zweiten Weltkrieg von 1943 bis 1945 eine Spielgemeinschaft der Fußballmannschaften von Rot-Weiss Essen und BV Altenessen 06. 1944 schlossen sich die Ballfreunde Borbeck der Spielgemeinschaft an, die nach Kriegsende wieder aufgelöst wurde.
Die KSG RWE/BV 06 Essen übernahm mit Beginn der Spielzeit 1943/44 den Platz von Rot-Weiss Essen in der Gauliga Niederrhein und belegte dort am Ende der Saison den achten Platz. In der Spielzeit 1944/45 kam der Spielbetrieb nach nur einem Spieltag zum Erliegen.